# Square des Périchaux
Le square des Périchaux est un espace vert  du 15e arrondissement de Paris dans le quartier Saint-Lambert.

## Situation et accès

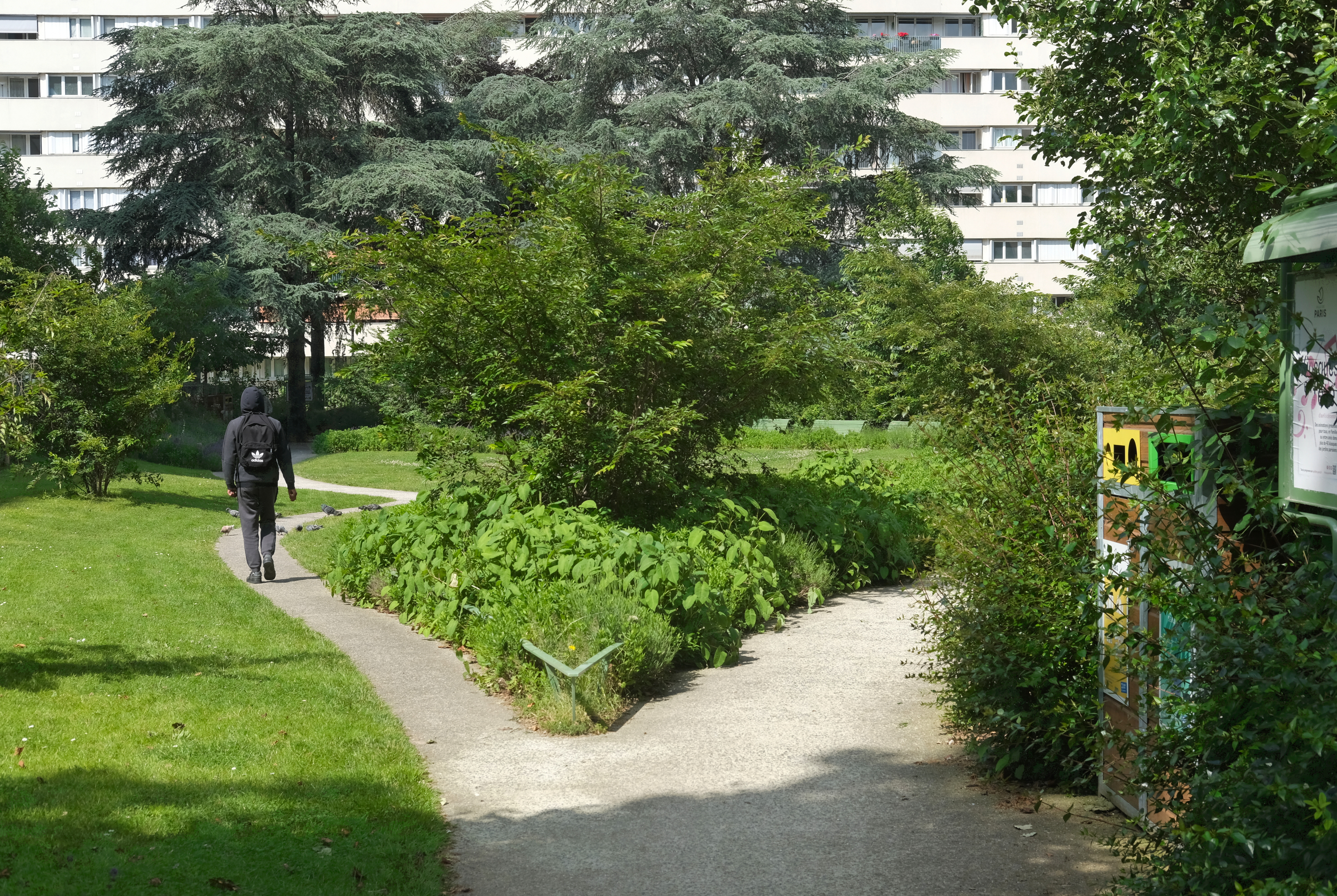
Entrée du square, côté boulevard Lefebvre.

Le square est accessible par le 121, boulevard Lefebvre.
Il est desservi par la ligne 13 à la station Porte de Vanves .

## Origine du nom
Il doit son nom à la proximité de la rue des Périchaux, qui doit son nom au lieu-dit « clos des Périchaux » où il y avait des vignobles et un champ d’horticulture. « Périchaux » est la déformation du mot « périchot », cépage noir cultivé en ce lieu.